# Sahelanthropus tchadensis
Sahelanthropus tchadensis je druh vyhynulých hominidů, žijící ve svrchním miocénu (asi před 6,8–7,2 miliony let) na území dnešního Čadu ve střední Africe. Vývojově stojí velmi blízko poslednímu společnému předku moderních šimpanzů a lidí, podle posledních studií však nepatří přímo k lidské vývojové linii (subtribus Hominina). Předchází tak rodům homininů, jako jsou Orrorin, Ardipithecus a Australopithecus.
Rod je v současnosti zastoupen jediným druhem, pojmenovaným Sahelanthropus tchadensis (česky „Sahelský člověk z Čadu“). Návrh českého odborného názvu zní Sahelantrop čadský.

## Objevy

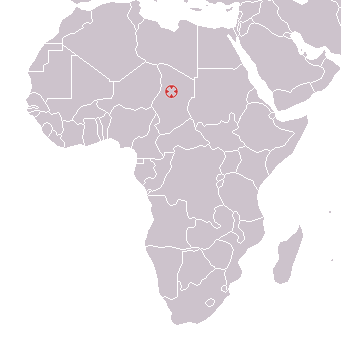
Místo nálezu na mapě Afriky

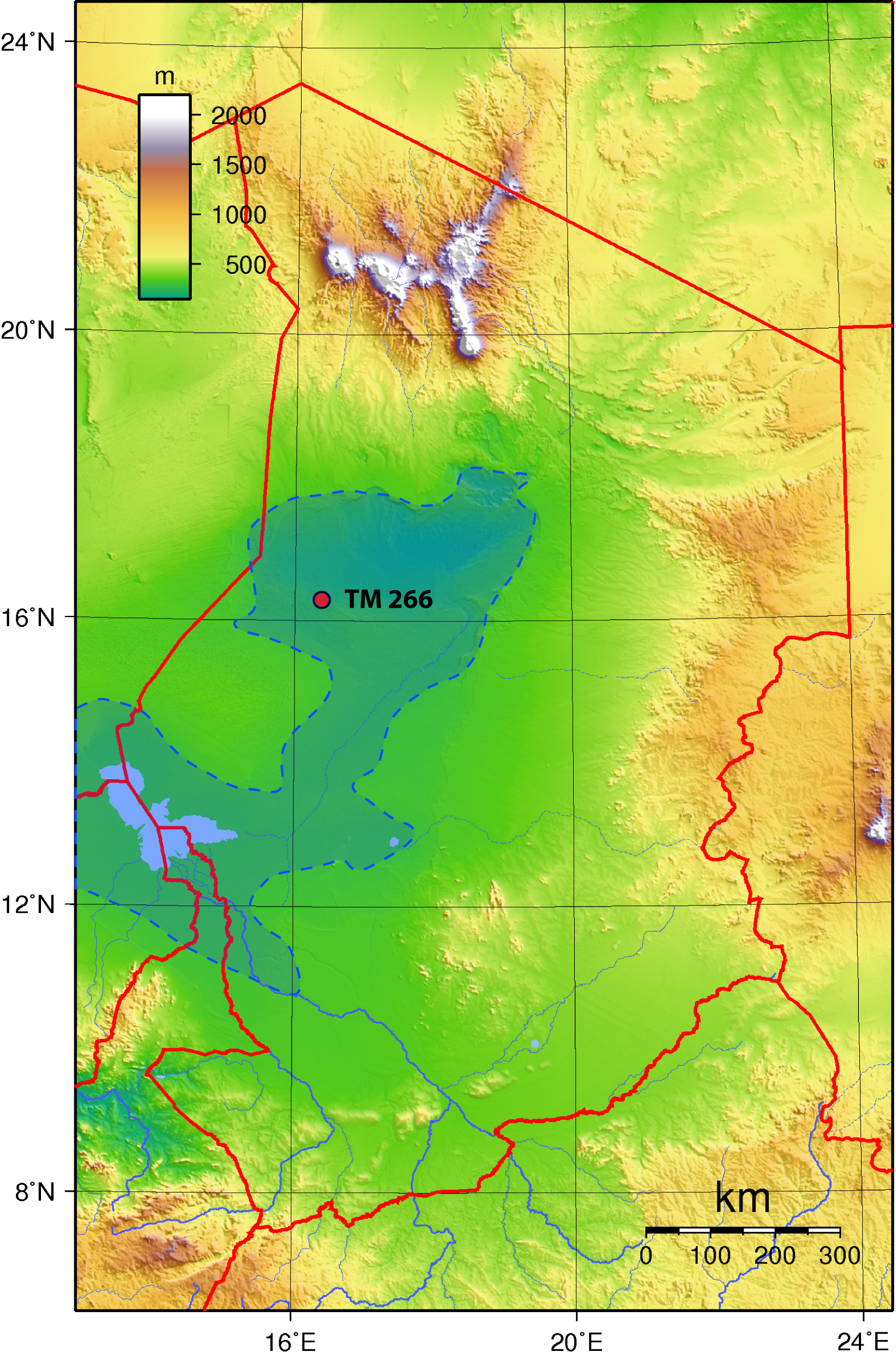
Místo nálezu na mapě Čadu

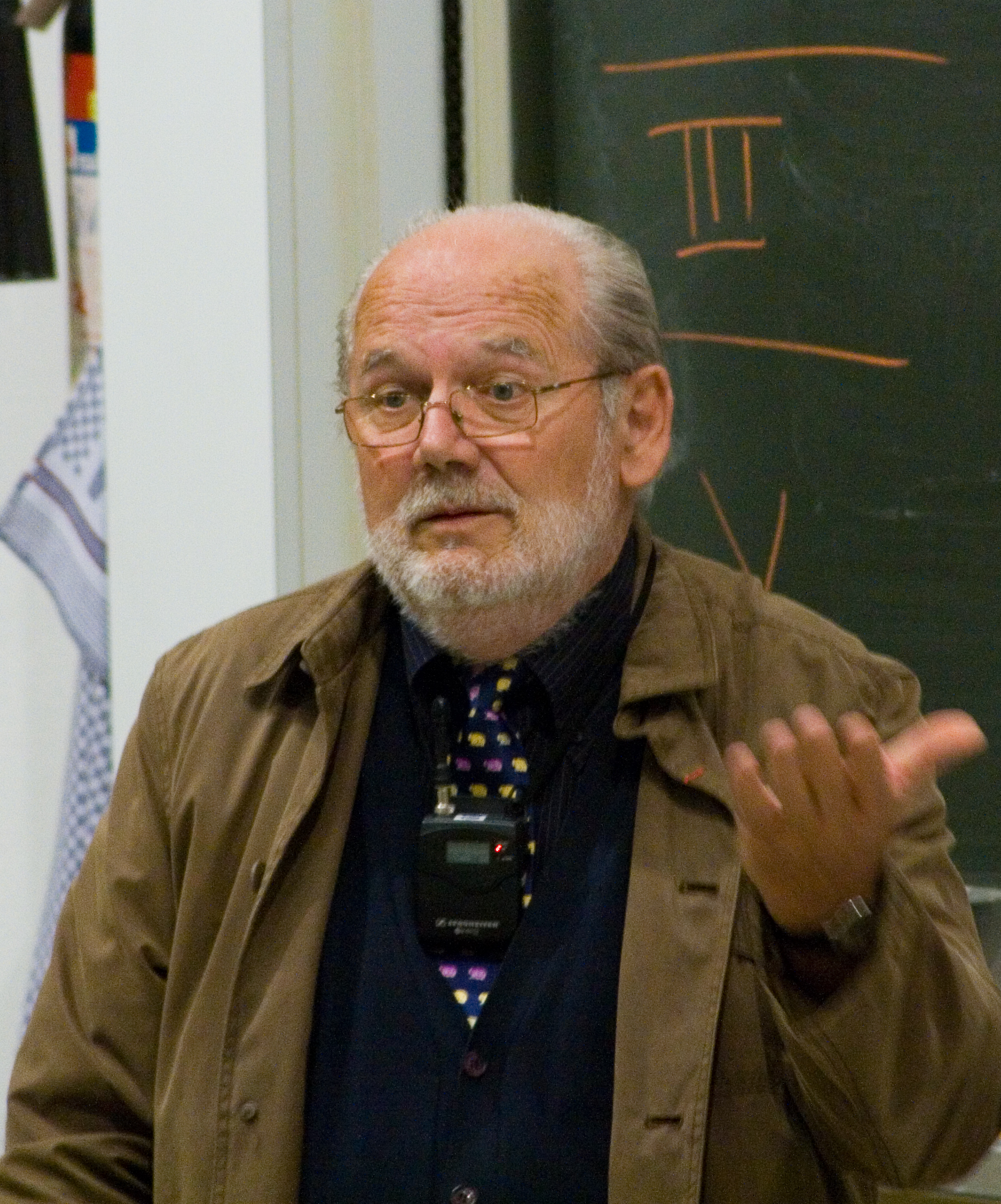
Paleontolog Michel Brunet

Ostatky rodu Sahelanthropus byly objeveny až na počátku 21. století. Dosud jsou známé pouze ze tří úseků lokality Toros-Menalla na poušti Djourab v západním Čadu, asi 800 km severně od hlavního města N'Djamena. Jedná se o úseky TM 266, TM 247 a TM 292, které jsou od sebe vzdálené několik kilometrů.
První nález – téměř kompletní lebku – zachytil Ahounta Djimdoumalbaye dne 19. července 2001 v úseku TM 266. Další čtyři zlomky spodních čelistí a čtyři izolované zuby byly francouzsko-čadským výzkumným týmem postupně odhaleny v období od července 2001 do března 2002. V současnosti je tak k dispozici celkem devět vzorků, patřících nejméně šesti jedincům. Nálezy v letech 2002 a 2005 popsal francouzský paleoantropolog Michel Brunet z university v Poitiers. Neoficiální zdroje navíc hovoří o objevu hominidní stehenní kosti, která by mohla patřit k lebce, to ovšem dosud nebylo oficiálně potvrzeno a publikováno.
Nalezená lebka s označením TM 266-01-060-1 získala přezdívku Toumaï (Tumaj). Jedná se o rodné jméno v jazyce Dazaga, který používá místní etnikum Gouran. Vybral je čadský prezident Idriss Déby. V překladu znamená „naděje života“ a tradičně se v oblasti Djourab dává dětem, narozeným na počátku období sucha, protože jejich šance na přežití jsou výrazně menší než u ostatních.
Čad je přitom pro paleoantropologii velmi neobvyklým místem, neboť ostatky vyhynulých homininů jsou nalézány téměř výhradně ve východní a jižní Africe. To může být ale dáno jen tím, že ostatní oblasti Afriky jsou dosud málo prozkoumané. V Čadu již byl v roce 1995 objeven i druh Australopithecus bahrelghazali.

## Datace
Stáří ostatků bylo nejprve určeno na základě biostratigrafie, protože v poušti Djourab chybí dobře datovatelné vrstvy sopečného popela, jaké se nacházejí ve východní Africe. Původní datace tak byla stanovena v rozsáhlém intervalu 6–7 milionů let. Novější studie, ve které bylo využito izotopů berylia, stáří zpřesnila na 6,8–7,2 milionů let.
Správnost datování byla napadena, protože alespoň část ostatků měla být zachycena v písku, nikoliv v pevné hornině. Na místo nálezu tudíž mohly být přemístěny silným větrem spolu s písčitými přesypy, původně však mohly být uloženy jinde, v odlišně starých sedimentech. Objevily se také pochybnosti, zda v moderní době nedošlo k přemístění ostatků nomády, kteří se je pokusili znovu pohřbít. Tyto domněnky jsou však podle dostupných informací velmi nepravděpodobné.

## Popis

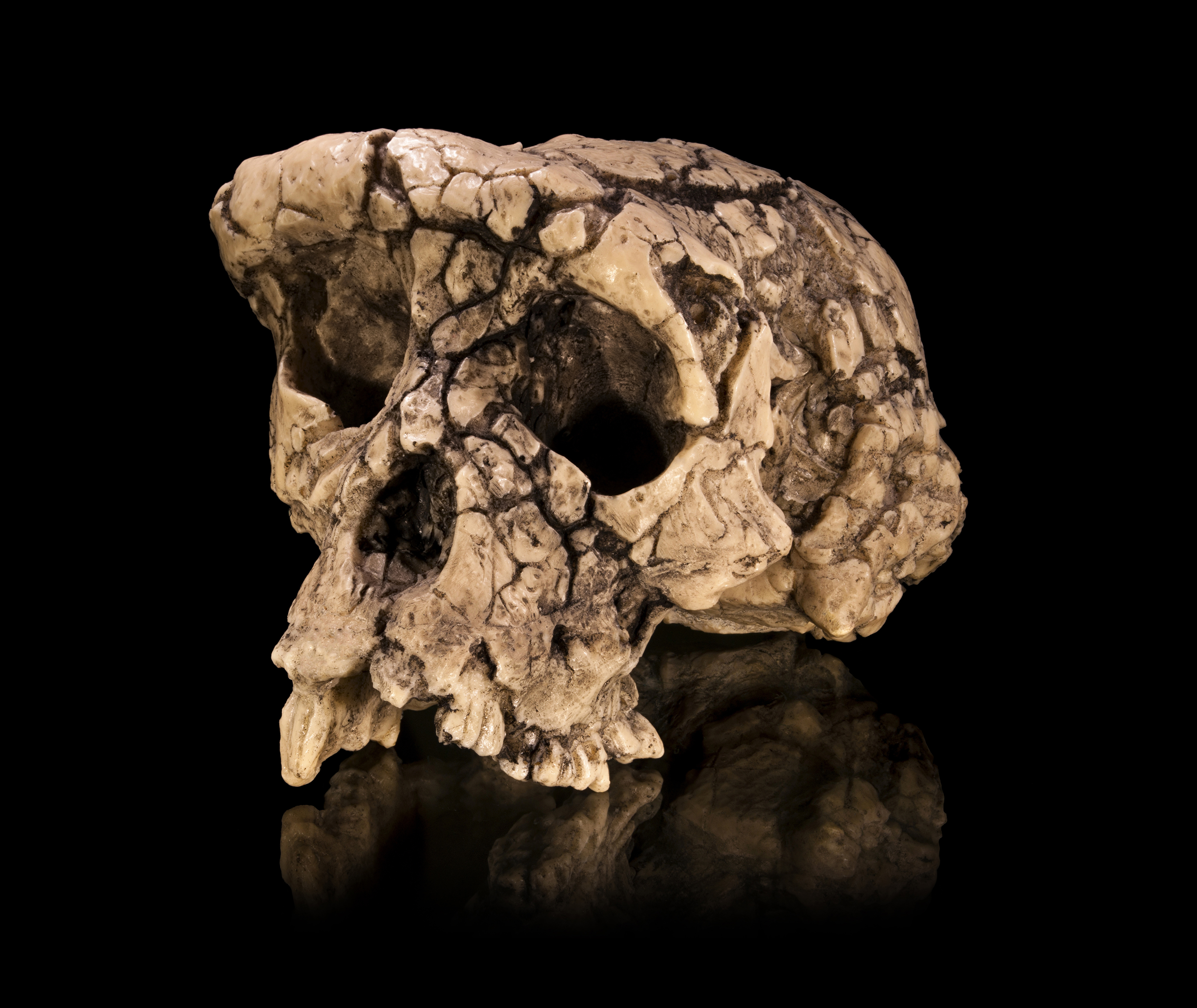
Odlitek originálního nálezu

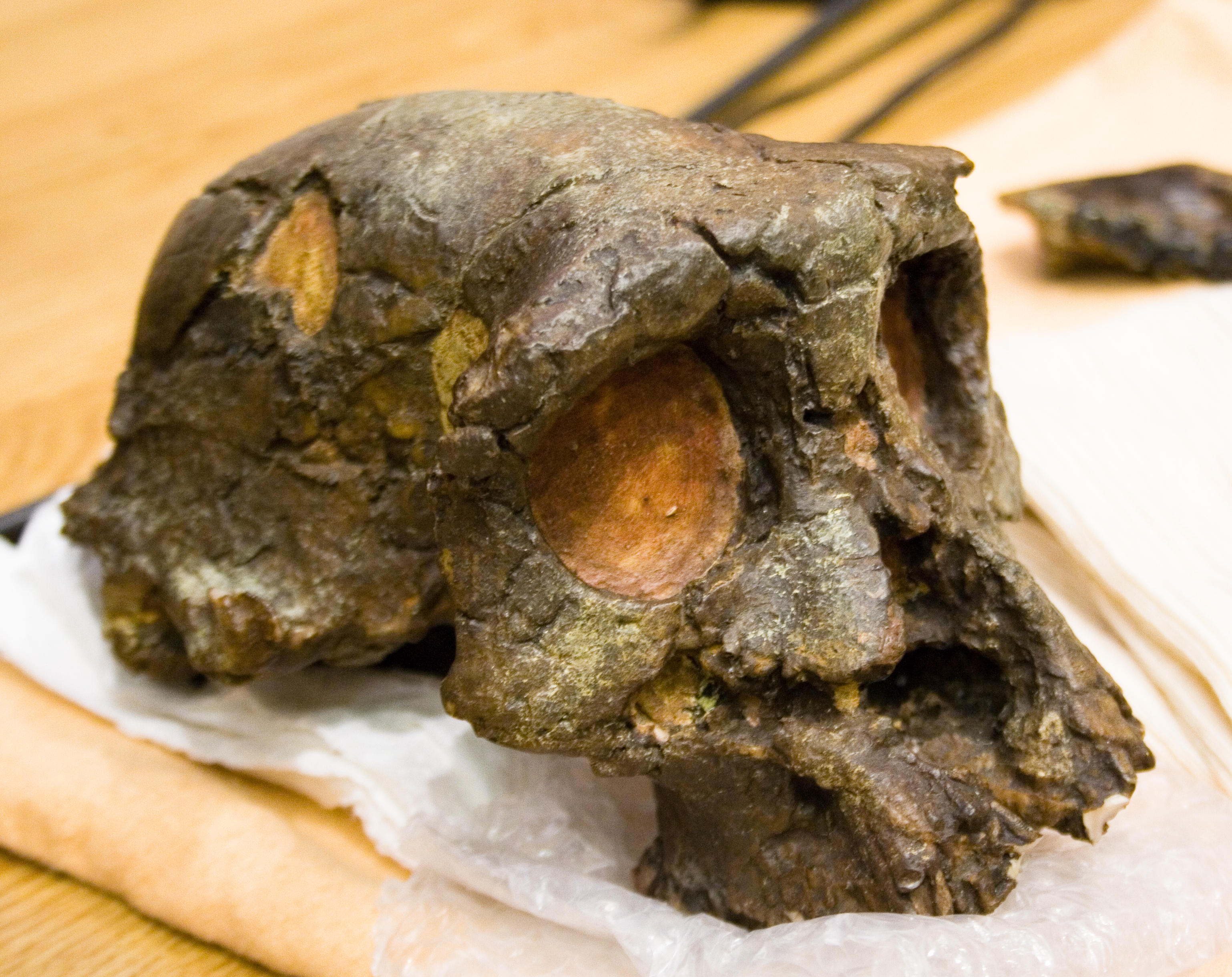
Rektifikovaná lebka

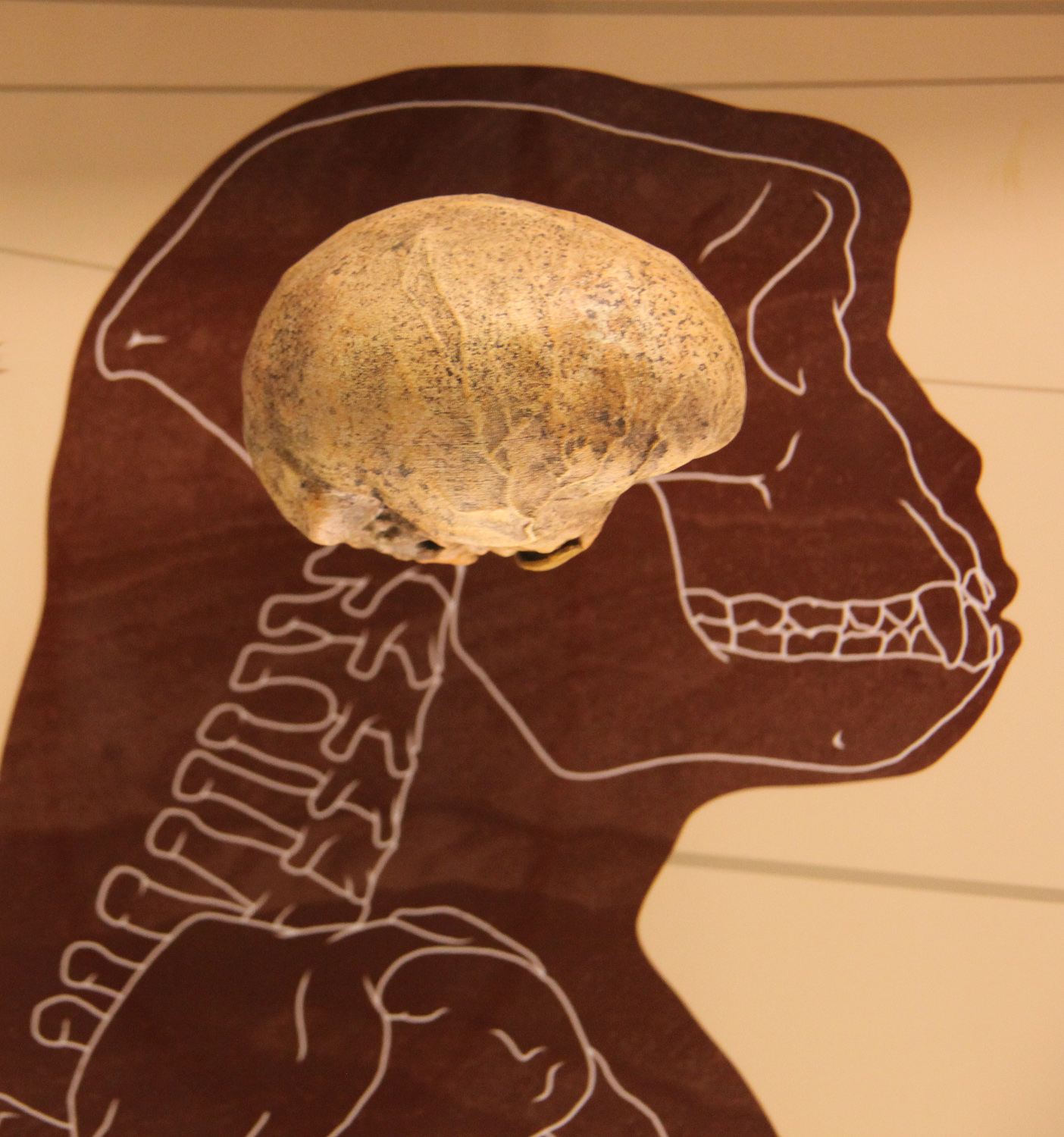
Mozek rodu Sahelanthropus

Rod Sahelanthropus je v současnosti známý pouze ze zlomků lebky, čelistí a zubů. Nalezená lebka je téměř úplná, ovšem popraskaná a deformovaná. Než bylo možné provést potřebná měření, musela být podrobena detailnímu nasnímání a následnému narovnání pomocí počítačové tomografie. Jednotlivé zlomky byly virtuálně zbaveny zbytků sedimentů a podle prasklin vráceny na původní místo. Rektifikovaná verze pak byla „vytištěna“ na 3D tiskárně.
Podle dochovaných ostatků mohl Toumaï měřit asi 115–125 cm a vážit až 45 kg, dosahoval tedy zhruba velikosti moderní šimpanzí samice. Jeho lebka nese unikátní mozaiku primitivních a moderních znaků.
Znaky mozkovny:
- celkově protáhlý tvar, vzhledem podobný lebce moderního šimpanze
- malý objem – lebeční kapacita činila jen asi 360–370 cm³, což je o něco méně než u průměrného moderního šimpanze[15]
- úzká spodina lebeční
- velký bradavkový výběžek (processus mastoideus)
- ploché a relativně dlouhé planum nuchale
- velký týlní hřeben (crista occipitalis) i šíjový hřeben (crista nuchae)
- malý, vzadu umístěný sagitální hřeben (crista sagittalis)
- vpřed posunutý velký týlní otvor (foramen magnum)
- malé výstupky pro skloubení s krční páteří (condylus occipitalis)

Znaky obličejové části:

Odlitek originálního nálezu z různých pohledů

- zploštělý, více vertikálně stavěný obličej s málo vystupujícími čelistmi – vzhledově bližší člověku než lidoopům
- velká vzdálenost mezi očnicemi
- nápadně silný nadočnicový val (torus supraorbitalis), bez přerušení nad nosem
- chybějící žlábek za nadočnicovým valem, typický pro lidoopy
- výrazné postorbitální zúžení

Znaky na zubech:
- zubní oblouk ve tvaru U, typickém pro lidoopy
- velká fossa canina
- robustní a krátká spodní čelist
- nápadně malé špičáky – výrazně snížena je korunka zubů, ale kořeny zůstávají dlouhé[5]
- třenové zuby s dvěma kořeny
- stoličky s nízkými okrouhlými hrbolky
- chybějící ostřící komplex mezi špičáky a třenovými zuby, typický pro lidoopy
- chybějící diastema mezi špičáky a třenovými zuby, typická pro lidoopy
- velikost stoliček a síla zubní skloviny větší než u moderních šimpanzů, ale menší než u rodu Australopithecus

Pro další závěry je klíčová otázka pohlaví nalezeného jedince. Jeho spolehlivé určení ztěžuje zvláštní mozaikovitá skladba primitivních a odvozených znaků i nedostatek nálezů bez možnosti vzájemného porovnávání. Podle objevitelů se jedná spíše o samce, zejména podle celkově robustní lebky a velmi výrazného nadočnicového valu. Malé špičáky i celková velikost lebky by naopak mohly ukazovat na samici. Jedná-li se však o samici, je její lebka nevídaně robustní. Samec by přitom musel být ještě mohutnější, což je vzhledem k velikosti již těžko představitelné. Proto je pravděpodobnější, že jde skutečně o samce. Malé špičáky, plošší obličej i chybějící diastema a ostřící komplex by v tom případě byly významnými znaky vývoje směrem k člověku.

### Způsob života
Na velmi zajímavý fakt ukazuje umístění a orientace velkého týlního otvoru (foramen magnum), kudy prochází do lebky mícha. Tento otvor se v porovnání se šimpanzi nachází poměrně vpředu, i když ještě ne tolik, jako u rodů Australopithecus nebo Homo. To znamená, že Sahelanthropus se alespoň příležitostně mohl pohybovat vzpřímeně, po dvou končetinách. Určování schopnosti bipední chůze pouze podle pozice týlního otvoru je ovšem nejednoznačné. K potvrzení tohoto předpokladu budou v budoucnu potřeba i nálezy postkraniální kostry, zejména kostí končetin, které však dosud chybí.

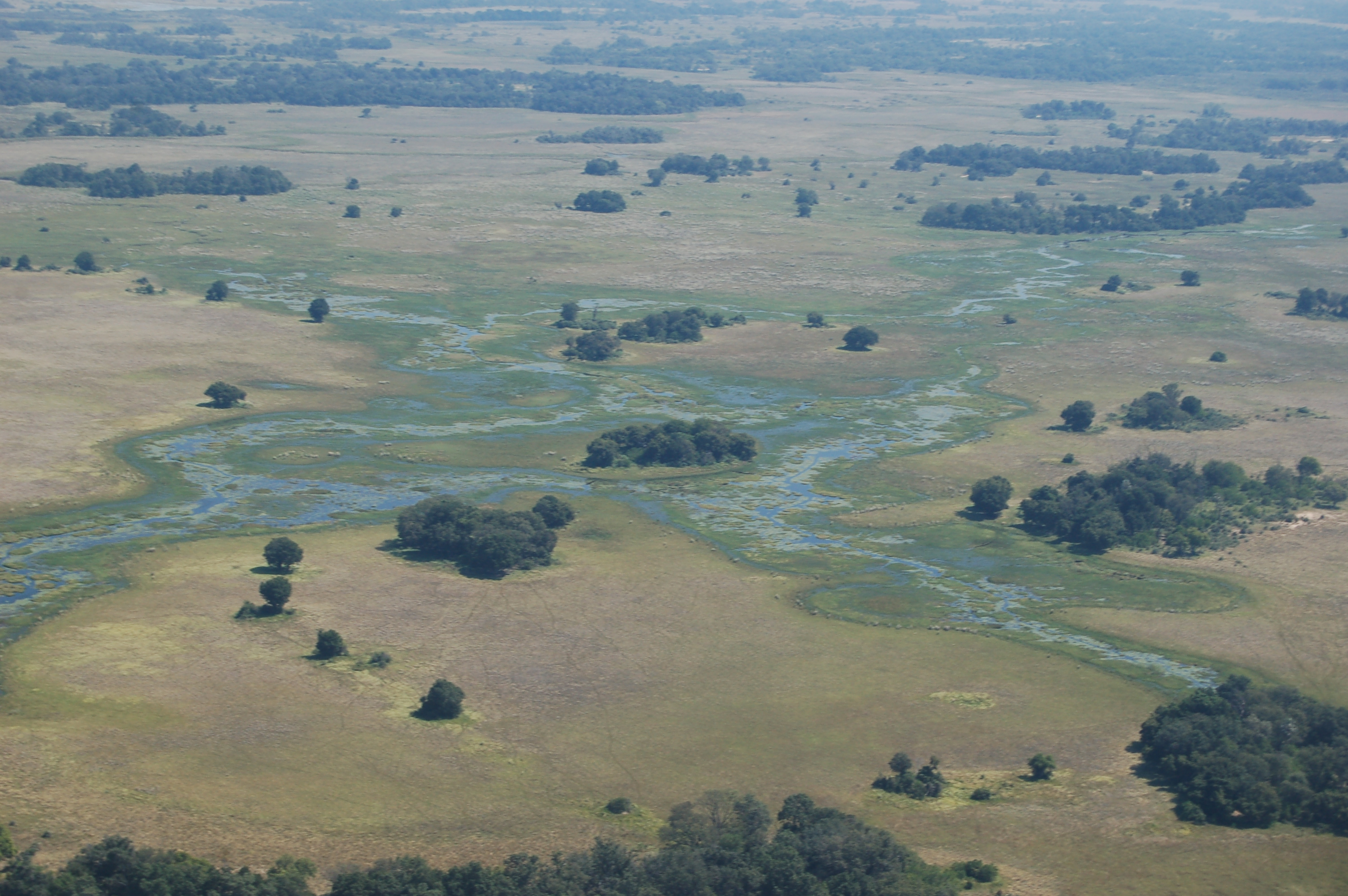
Delta řeky Okavango

Toumaï mohl žít v řídce zalesněné krajině, v okolí rozlehlého Čadského jezera, které bylo v miocénu mnohem větší než dnes a mohlo zaujímat přes 300 000 km². Nálezy z lokality Toros-Menalla zahrnují kromě ostatků Sahelanthropa více než 10 000 kusů fosilií, celkem ze 42 druhů obratlovců – sladkovodních ryb, obojživelníků, hadů, krokodýlů a želv, ale také primátů, hlodavců, slonovitých, žirafovitých, antilop, anthracotherií, koňovitých, prasatovitých i turovitých. Podle těchto nálezů byla domovem rodu Sahelanthropus pestrá mozaikovitá krajina mezi rozsáhlým jezerem a již tehdy existující pouští. Otevřené travnaté prostory zřejmě dominovaly a doplňovaly je jen nevelké úseky lesních či křovinatých porostů. Celkově se krajina svým rázem mohla podobat současné deltě řeky Okavango v Botswaně.
Konkrétní biotop rodu Sahelanthropus zatím nelze s jistotou určit. Potravu mohl Toumaï získávat v otevřené krajině i v lesních porostech, stromy mu ale kromě plodů zřejmě poskytovaly i útočiště před dravci. Právě vzpřímený postoj mu mohl umožnit v různorodé krajině přežít, dvounohou chůzí se možná dokázal snáze přesouvat mezi jednotlivými úseky lesa a křovin. Zajímavé je, že mozaikovitá krajina, ačkoliv více zalesněná než v Toros-Menalla, se předpokládá i na lokalitách, odkud pocházejí časní homininé – Orrorin a Ardipithecus.
Sahelanthropus se pravděpodobně živil převážně rostlinnou stravou, ale její konkrétní složení také dosud není známé. V oblasti Toros-Menalla mohlo být měkké ovoce dostupné jen sezónně, takže bylo zřejmě doplňováno tužší potravou, jako jsou listy, výhonky, kořínky nebo hlízy. Tomu odpovídá silnější sklovina stoliček i masivnější spodní čelist a velké žvýkací svaly. Vyloučit nelze ani příležitostnou konzumaci hmyzu či drobných obratlovců. Právě potřeba žvýkání a efektivního drcení potravy mohla vést ke zmenšení překážejících špičáků.

## Fylogeneze
Sahelanthropus může stát velmi blízko poslednímu společnému předku moderních šimpanzů a lidí a možná již patří přímo k lidské vývojové linii. Analýza zbytků levé stehenní kosti z r. 2020 však naznačuje, že Sahelanthropus mezi hominini nepatřil. V současnosti ale jeho fylogenetická pozice není dostatečně jistá a zpřesnit ji mohou jen další nálezy. Podobně nejisté postavení má také o málo mladší rod Orrorin. Ostatky obou rodů však prakticky nelze porovnat, protože z rodu Sahelanthropus zatím není známa postkraniální kostra, zatímco u rodu Orrorin není doložena většina lebky. Oba taxony jsou v současnosti často řazeny mimo skupiny Hominina a Panina jako blíže neurčení homininé (Hominini incertae sedis).
Zásadním argumentem pro zařazení Sahelanthropa mezi předky lidí je umístění velkého týlního otvoru a z něj odvozovaná pravděpodobnost bipední chůze. Možnost příslušnosti k podtribu Hominina je podporována i dalšími znaky, zejména na obličejové části lebky – celkovou stavbou tváře bez vystupujících čelistí, malými špičáky, absencí diastemy a ostřícího komplexu. Rektifikace lebky tyto znaky, popsané již v roce 2002 na základě deformovaného originálu, potvrdila.
Možnost bipedie ovšem vyvolává spory, protože pro ni neexistuje žádný jiný důkaz, například kosti dolních končetin. Není jisté, nakolik se Toumaï pohyboval vzpřímeně. Mohl tak činit jen příležitostně, i když zřejmě trávil ve stoje víc času než současní lidoopi. Případná bipedie u Sahelanthropa jistě nebyla příliš dokonalá a plně vyvinutá. S tímto typem pohybu navíc mohlo „experimentovat“ více tvorů (například Oreopithecus), ovšem pouze předchůdci lidí jej rozvinuli. V současnosti však nelze bez dalších nálezů rozhodnout, zda je Toumaï předkem australopitéků a lidí a nebo jen slepou vývojovou větví. Podle nové analýzy levé stehenní kosti z r. 2020 se Sahelanthrophus pohyboval po čtyřech a nebyl homininem ani raným lidským předkem.
Předmětem diskusí je také datace ostatků, protože na základě genetických analýz se předpokládalo oddělení vývojové linie šimpanzů a lidí asi před 6 miliony let, podle mnoha studií spíše později. Sahelanthropus se proto zdá být příliš starý na to, aby mohl reprezentovat zástupce taxonu Hominina. Stejně tak ovšem mohou být chybné i výsledky genetických metod, které se v současné době stále vyvíjejí.
Nález nejstaršího lidského předka v Čadu, 2500 km západně od Velké příkopové propadliny by také přímo odporoval teorii „East Side story“, kterou zpopularizoval Yves Coppens. Podle ní se lidská a šimpanzí vývojová linie oddělily právě díky vzniku východoafrické příkopové propadliny. Šimpanzi se vyvíjeli na západ od tohoto útvaru, kde zůstaly lesy. Naopak lidé vznikli na východě, v prostředí savany.
Mezi odpůrce rodu Sahelanthropus coby hominina lidí patří zejména Milford Wolpoff, John Hawks, Brigitte Senut a Martin Pickford. Podle nich je čadský nález „pouhým“ lidoopem a může být spíše předkem moderních goril (vyhynulí předci goril a šimpanzů ovšem nejsou dosud známí, takže neexistuje jiný srovnávací materiál než moderní druhy). Malé špičáky pak zdůvodňují tím, že se jedná o samici, nikoliv o samce. Předpokládají, že Toumaï byl kvadrupední lidoop se silným žvýkacím aparátem, který mu umožnil přežívat v sušším prostředí oblasti Sahelu. Proto se u něj vyvinuly znaky, upomínající na australopitéky (obývající podobné prostředí) i lidi. Ve skutečnosti se však může jednat o důsledek konvergentního vývoje.
Námitky proti zařazení rodu Sahelanthropus mezi Hominina:
- Nalezený jedinec není samec, ale spíše samice – malé špičáky nejsou u samice neobvyklé
- Mohutné nadočnicové oblouky mohly být vytvořeny jako zesílení lebky kvůli náročnému zpracování tuhé stravy. Raní zástupci rodu Homo tento znak nemuseli zdědit od Sahelanthropa, ale mohl se u nich vyvinout samostatně. Podobnost tudíž není dána příbuzenstvím, ale konvergentním vývojem.
- Pozice týlního otvoru nevybočuje z rozsahu známého od šimpanzů
- Dlouhé ploché planum nuchale odpovídá moderním gorilám
- Stopy úponů krčních svalů v kombinaci s celkovým utvářením mozkovny ukazují, že Sahelanthropus nepoužíval bipední chůzi ve větším rozsahu než současní lidoopi
- Analýza těla levé stehenní kosti ukazuje, že se normálně nepohyboval bipedně[2][3]
- Nalezené ostatky jsou příliš staré

V každém případě jsou nalezené ostatky velmi cenným materiálem pro poznání evoluce hominidů v závěru miocénu. Významné jsou i proto, že z tohoto období, klíčového pro vznik lidské vývojové linie, existuje z Afriky dosud jen velmi málo podkladů a nalezená lebka je navíc nevídaně dobře dochovaná. Toumaï ukazuje, jak asi mohl vypadat poslední společný předek moderních šimpanzů a lidí, i kdyby jím sám nebyl. Zároveň naznačuje, že tento předek se příliš nepodobal ani dnešním šimpanzům, protože ti prošli během následujících 7 milionů let podobně výraznou proměnou jako člověk.